# Edward Stanley
Edward Montagu Cavendish Stanley, Lord Stanley (známý jako Lord Edward Stanley) (9. července 1894, Londýn – 16. října 1938, Londýn) byl britský politik, dlouholetý poslanec Dolní sněmovny za Konzervativní stranu. V koaličních vládách v meziválečných letech zastával několik funkcí, krátce před svou předčasnou smrtí byl nakonec krátce britským ministrem dominií (květen až říjen 1938).

## Životopis
Pocházel z významného šlechtického rodu Stanleyů, byl nejstarším synem a dědicem Edwarda Stanleye, 17. hraběte z Derby (1865–1948), matka Alice Montagu (1862–1957) byla dcerou 7. vévody z Manchesteru. Edward studoval v Etonu a Oxfordu, od roku 1908 jako dědic svého otce užíval titul Lord Stanley. Za první světové války sloužil v armádě, byl pobočníkem velitele 2. armádního sboru a později důstojníkem generálního štábu, armádu opustil po válce v hodnosti kapitána. Byl nositelem Vojenského kříže.
V doplňovacích volbách se stal v roce 1917 členem Dolní sněmovny (byl v té době nejmladším poslancem parlamentu – Baby of the House). Jeho volební obvod byl zrušen v roce 1918 parlamentní reformou, později byl znovu poslancem v letech 1922–1938 za volební obvod Fylde v hrabství Lancashire, kde rodina vlastnila statky. Byl členem Konzervativní strany a v letech 1927–1929 jejím místopředsedou. Mezitím byl v Baldwinově vládě lordem pokladu (1924–1927), později se uplatnil v koaličních vládách 30. let. V letech 1931–1935 a 1935–1937 byl finančním tajemníkem admirality a mluvčím ministerstva námořnictva v Dolní sněmovně, od roku 1934 byl členem Tajné rady. V roce 1935 byl krátce státním podsekretářem dominií a v letech 1935–1937 státním podsekretářem na ministerstvu pro Indii. V květnu 1938 byl v Chamberlainově vládě jmenován ministrem dominií, ale zemřel náhle o několik měsíců později.
Jeho manželkou byla Sibyl Cadogan (1893–1969), vnučka irského místokrále 5. hraběte Cadogana. Starší syn Edward John (1918–1994) zdědil rodové tituly a stal se 18. hrabětem z Derby, mladší syn Richard Oliver (1920–1983) byl dlouholetým poslancem Dolní sněmovny za Konzervativní stranu.
Edwardův mladší bratr Oliver Stanley (1896–1950) byl významnou osobností Konzervativní strany a zastával několik úřadů ve vládě, naposledy byl ministrem kolonií (1942–1945). Jejich sestra Victoria Stanley (1892–1927) byla manželkou Neila Primrose (1882–1917), syna bývalého premiéra 5. hraběte z Rosebery.